# Heidi.
heidi. ist eine 2006 gegründete Visual-Kei-J-Rockband.

## Geschichte
Im Juni 2010 hatte die Band eine Tournee durch Japan mit Auftritten in Sapporo und Tokio.

## Diskografie

### Studioalben
- 2007: Kasō (渦奏)
- 2008: Innocence (イノセンス, Inosensu)
- 2009: Panorama (パノラマ)
- 2010: Senkō Mellow (閃光メロウ, Senkō Merō)
- 2012: Alpha (アルファ, Arufa)
- 2014: Human (ヒューマン)
- 2016: Kaikou (邂逅)
- 2018: Que Sera Sera (ケセラセラ)
- 2019: Hyōhon (標本)

### Kompilationen
- 2012: Kaisō heidi.Indies Best (回想 heidi.Indies Best)
- 2016: Kaisou -heidi. The Best 2006–2016- (回奏-heidi. the best 2006-2016-)

### Livealben
- 2010: Live Tour 2009 [Panorama] @ Shibuya C.C. Lemon Hall

### EPs
- 2007: Dōkoku (慟哭)
- 2011: Sixth Sense (シックスセンス, Shikkusu Sensu)

### Singles
- 2006: Yūyake to Kodomo / Maria (夕焼けと子供/マリア)
- 2006: Clover (クローバー, Kurōbā)
- 2007: Synchro / Hyururi (シンクロ/ひゅるり, Shinkuro/Hyururi)
- 2008: Remu (レム)
- 2008: Orange Drama (オレンジドラマ, Orenji Dorama)
- 2009: Tsubasa (翼)
- 2010: Yokan (予感), 1. Abspanntitel des Anime Kaichō wa Maid-sama!
- 2010: Mugen Loop (∞ループ, Mugen Rūpu), 2. Abspanntitel des Anime Kaichō wa Maid-sama!
- 2011: Gekkō Showtime (月光ショータイム, Gekkō Shōtaimu)
- 2012: Kumori Zora ni ha Koi Moyou (曇り空には恋模様)
- 2013: Ryusei Dive (流星ダイヴ)
- 2015: Renai Remind (恋愛リマインド)
- 2016: Sakura Underground (サクラアンダーグラウンド)
- 2017: Sunset Blue (サンセットブルー)
- 2018: Ray
- 2019: Halation